# Cacostola acuticauda
Cacostola acuticauda är en skalbaggsart som beskrevs av Luciane Marinoni och Martins 1982. Cacostola acuticauda ingår i släktet Cacostola och familjen långhorningar.
Artens utbredningsområde är Costa Rica. Inga underarter finns listade.